# Шап (Ардени)
Шап (фр. Chappes) насеље је и општина у североисточној Француској у региону Шампањ-Арден, у департману Ардени која припада префектури Ретел.
По подацима из 2011. године у општини је живело 97 становника, а густина насељености је износила 10,11 становника/km². Општина се простире на површини од 9,59 km². Налази се на средњој надморској висини од 110 метара.

## Демографија
| 1962. | 1968. | 1975. | 1982. | 1990. | 1999. | 2011. |
| ----- | ----- | ----- | ----- | ----- | ----- | ----- |
| 110   | 117   | 95    | 89    | 71    | 91    | 97    |

График промене броја становника у току последњих година